# 拳銃と目玉焼
『拳銃と目玉焼』（けんじゅうとめだまやき）は、2013年の日本映画。自主制作の作品であったが、娯楽性と完成度において高い評価を受け、2014年10月17日より順次劇場公開された。

## 概要
現代的な犯罪に立ち向かう昭和のテレビヒーローを想起させる主人公が、見る者、とりわけ中年男性に懐かしく熱い興奮を呼び起こさせるエンタテインメント作品となっている。
制作した安田淳一は、京都市内で結婚式などのビデオ撮影業を営んでいるが、中年になっても「やりたい事をやらんとあかん」と一念発起して、自ら脚本や衣装の用意までを手がけ、3年間かけて本作品を低予算、少人数で作り上げた。完成後は宣伝配給を行う未来映画社も自ら立ち上げた。
舞台となった大阪で2013年9月29日にヴィスタサイズで試写会が行われ、来場者から高い評価を得た。
2014年3月に大阪市のシアターセブンで3週間（うち1週間は好評につき延長）公開された後、4月に高松市のソレイユ2でも3週間（うち1週間は好評につき延長）され、同4月下旬に京都市の立誠シネマで2週間の上映が行われた。
2014年10月に東京都、広島市、11月に大阪市、横浜市、京都市、福岡市のシネマ・コンプレックスにて一週間ずつレイトショー上映された。
2015年9月にはDVDが発売、全国でレンタル開始された。
2024年、安田監督の『侍タイムスリッパー』上映を記念して、8月に札幌市のマイクロシアター・サリサリ市場にて、11月には尼崎市の塚口サンサン劇場にて上映された。

## あらすじ
独身でプラモデル作りが趣味の中年新聞配達員の志朗が、唯一ときめきを感じるのは行きつけの喫茶店で目玉焼きを焼いてくれる女性ユキ。ある日近所に現れる変態から守ってほしいという冗談を真に受けた志朗は、深夜の町に出かけておやじ狩りをする不良少年らに遭遇。なんとかおやじを救出したことで、ユキに正義の味方と褒められ、防衛手段を考えるうちに、次第に「ヒーロー」になってゆく。

## キャスト
- 志朗（新聞配達員） - 小野孝弘
- ユキ（喫茶店員） - 沙倉ゆうの
- 哲也（元劇団員） - 矢口恭平
- 坂本（玩具工場社長） - 田中弘史
- 喫茶「ノエル」のママ - 紅萬子
- サブ（タクシー運転手） - 戸田都康
- 新聞販売店主 - 多賀勝一
- 黒井 - 吹上タツヒロ
- 金融屋山盛 - ゆうき哲也
- 山盛の配下1 - 鈴木ただし
- 山盛の配下2 - Tommy

## スタッフ
- 監督・脚本・撮影・照明・編集・コスチュームデザイン - 安田淳一
- 助監督 - 今井伊織、前田智広
- 脚本協力 - 藤原伊織
- 撮影補助 - 飯田一穂、岩見一樹
- 音声収録 - 米倉直樹、桜井健一
- 衣装 - 安田淳一、冨本康成
- プロップガン製作 - 富永音夢
- アドバイザー - 枦川友彦、浅野博之、竹石康晴
- 制作プロダクション、配給、宣伝 - 未来映画社
- ロケ地 - 大阪府大阪市城東区、東大阪市、京都府京都市伏見区

## DVD
- 2015年9月2日 - AMGエンタテインメントより発売、レンタル開始